# خورخه کارلوس فونسکا
خورخه کارلوس دِ آلمیدا فونسِکا (به انگلیسی: Jorge Carlos de Almeida Fonseca) (زاده ۲۰ اکتبر ۱۹۵۰)، سیاست‌مدار، وکیل، استاد دانشگاه و رئیس‌جمهور کشور کیپ ورد (دماغه سبز) از ۹ سپتامبر ۲۰۱۱ تا ۹ نوامبر ۲۰۲۱ بود.
وی وزیر امور خارجه از سال ۱۹۹۱ تا ۱۹۹۳ بوده است. او همچنین، مدیر کل مهاجرت کیپ ورد از سال ۱۹۷۵ تا ۱۹۷۷ و دبیر کل وزارت امور خارجه این کشور از سال ۱۹۷۷ تا ۱۹۷۹ بوده است.
فونسکا دستیار تدریس کارشناسی ارشد در دانشکده حقوق، دانشگاه لیسبون بین سال‌های ۱۹۸۲ تا ۱۹۹۰ و دعوت شده استاد حقوق جزا در مؤسسه پزشکی قانونی لیسبون در سال ۱۹۸۷ و استادیار در دوره قانون و مدیریت عمومی در دانشگاه آسیای شرقی، ماکائو در سال‌های ۱۹۸۹ تا ۱۹۹۰ بوده است.

## تحصیلات
وی تحصیلات عالی خود را در لیسبون، پرتغال به انجام رساند و فارغ التحصیل رشته حقوق و کارشناسی ارشد در دانشکده علوم حقوقی علوم حقوق، دانشگاه لیسبون است.

## انتخابات ریاست جمهوری
وی در انتخابات ریاست جمهوری سال ۲۰۰۱ شکست خورد اما در انتخابات ریاست جمهوری سال ۲۰۱۱ با حمایت جنبش دموکراسی (MPD)، به سمت ریاست جمهوری این کشور رسید.
فونسکا در سال ۲۰۱۶ توانست با پیروزی قاطع بر دو نامزد مستقل دیگر بار دیگر به عنوان رئیس‌جمهور انتخاب شود.

## فعالیت‌های دیگر
فونسکا چندین کتاب و از جمله دو کتاب شعر نوشته است و بیش از پنجاه آثار علمی و فنی بر اساس قانون حقوق منتشر کرده است. از دیگر فعالیت‌های وی:
- استادیار و رئیس هیئت مدیره مؤسسه حقوق و علوم اجتماعی در کیپ ورد
- مؤسس و رئیس هیئت مدیره بنیاد Direito Justiça
- مؤسس و مدیر مجله Direito Cidadania (به معنی: قانون شهروندی)
- همکار علمی مجله Revista Portuguesa de Ciência Criminal (مجله پرتغالی علوم جنایی)
- عضو هیئت تحریریه Revista de Economia e Direito (مجله اقتصاد و حقوق) از دانشگاه خودمختار لیسبون (Universidade Autónoma de Lisboa)